# سندیویل (آیووا)
سندیویل (به انگلیسی: Sandyville) شهری در ایالت آیووا کشور ایالات متحده آمریکا است که جمعیت آن در سرشماری سال ۲۰۱۰ میلادی، ۵۱ نفر بوده‌است.